# Lindbergit
Lindbergit ist ein selten vorkommendes Mineral aus der Mineralklasse der „Organischen Verbindungen“. Es kristallisiert im monoklinen Kristallsystem mit der Zusammensetzung MnC2O4·2H2O, ist also chemisch gesehen ein wasserhaltiges Mangan(II)-oxalat bzw. das Mangan-Salz der Oxalsäure.
Lindbergit ist durchsichtig bis undurchsichtig und entwickelt nur selten gut ausgebildete Kristalle mit tafeligem bis prismatischem Habitus. Meist findet er sich in Form von traubigen oder faserigen bis erdigen Aggregaten und krustigen Überzügen von gelber bis bräunlichgelber bzw. bernsteingelber Farbe.
Mit einer Mohshärte von 2,5 steht Lindbergit zwischen den Referenzmineralien Gips und Calcit. Er gehört somit zu den weichen Mineralen, die sich gut mit einer Kupfermünze ritzen lassen.

## Etymologie und Geschichte
Das Mineral wurde nach Marie Louise Lindberg vom USGS benannt. Lindbergit wird seit 2003 von der IMA als offiziell anerkanntes Mineral unter der Nummer 2003-029 geführt. Als Erstbeschreiber gelten: Daniel Atencio, José M.V. Coutinho, Stefan Graeser, Paulo A. Matioli und Luiz A.D. Menezes Filho.

## Klassifikation
In der mittlerweile veralteten, aber noch gebräuchlichen 8. Auflage der Mineralsystematik nach Strunz gehörte der Lindbergit zur Mineralklasse der „Organischen Verbindungen“ und dort zur Abteilung der „Salze organischer Säuren“, wo er zusammen mit Caoxit, Coskrenit-(Ce), Glushinskit, Humboldtin, Levinsonit-(Y), Minguzzit, Moolooit, Natroxalat, Novgorodovait, Oxammit, Stepanovit, Weddellit, Wheatleyit, Whewellit, Zhemchuzhnikovit und Zugshunstit-(Ce) die „Gruppe der Oxalate [C2O4]2−“ mit der System-Nr. IX/A.01 bildete.
Die seit 2001 gültige und von der International Mineralogical Association (IMA) verwendete 9. Auflage der Strunz’schen Mineralsystematik ordnet den Lindbergit ebenfalls in die Abteilung der „Salze von organischen Säuren“ ein. Diese ist allerdings weiter unterteilt nach der Art der salzbildenden Säure, so dass das Mineral entsprechend seiner Zusammensetzung in der Unterabteilung „Oxalate“ zu finden ist, wo er nur noch zusammen mit Humboldtin die unbenannte Gruppe 10.AB.05 bildet.
Auch die Systematik der Minerale nach Dana ordnet den Lindbergit in die Klasse der „Organische Minerale“ und dort in die gleichnamige Abteilung ein. Hier ist er mit Glushinskit und Humboldtin in der „Humboldtingruppe“ mit der System-Nr. 50.01.03 innerhalb der Unterabteilung „Salze organischer Säuren (Oxalate)“ zu finden.

## Kristallstruktur
Lindbergit kristallisiert monoklin in der Raumgruppe C2/c (Raumgruppen-Nr. 15) mit den Gitterparametern a = 11,995 Å; b = 5,632 Å; c = 9,967 Å und β = 128,33°, sowie vier Formeleinheiten pro Elementarzelle.

## Eigenschaften
Wie alle Oxalate zersetzt sich auch Lindbergit beim Erhitzen. Zunächst wird das Kristallwasser abgegeben und bei Temperaturen oberhalb von 190 °C zerfällt er unter Bildung von Mangan(II)-carbonat und Kohlenmonoxid.

## Modifikationen und Varietäten
Bisher wurden vom Lindbergit noch keine weiteren Modifikationen bzw. Varietäten gefunden (Stand Februar 2013). Allerdings sind vom Lindbergit orthorhombische, prismatische Kristalle bekannt, von denen angenommen wird, dass es sich um Pseudomorphosen nach einem orthorhombischen Trihydrat des Manganoxalates handelt. Das Trihydrat selber ist als Mineral noch nicht beschrieben worden (Stand November 2013). Von diesen Eigenschaften her ähnelt Lindbergit stark den hypothetischen Varietäten des Humboldtin.

## Bildung und Fundorte
Lindbergit tritt überwiegend als sekundäres Mineral in Pegmatiten auf. Erstmals beschrieben wurde er für den brasilianischen Fundort Lavra da Boca im Bundesstaat Minas Gerais. Lindbergit kommt assoziiert mit Triphylin, Phosphosiderit, Frondelit, Strengit, Cyrilovit, Bermanit, Rockbridgeit, Hureaulith, Tavorit, Reddingit, Heterosit und Laueit vor.
Mittlerweile ist er für viele Fundorte beschrieben worden. Einer der bekanntesten in Deutschland ist die Grube Clara im Schwarzwald. Hier wurde schon vor der Erstbeschreibung des Lindbergits ein bis dato unbekanntes Manganoxalat beschrieben. Erst später stellte sich heraus, dass es sich hierbei im Lindbergit handelte.
Häufig ist bei der Entstehung von Lindbergit Fledermauskot oder der Eintrag von Düngern beteiligt. Diese Stoffe können mit manganhaltigen Mineralien wie Pyrolusit reagieren und Lindbergit bilden. Die Bildung von Lindbergit durch Düngereintrag ist für den Fundort Triberg im Schwarzwald belegt worden.
Auch wenn es sich bei Lindbergit um das Salz einer organischen Säure handelt, so müssen bei der Bildung keine biologischen Prozesse beteiligt sein. Für den Fundort Grube Clara im Schwarzwald wird die Bildung kontrovers diskutiert. Anthropogene Einflüsse können jedoch ausgeschlossen werden.

## Verwendung
Aufgrund der Seltenheit von Lindbergit gibt es keine praktischen Anwendungen für dieses Mineral. Das in der chemischen Industrie verwendete Mangan(II)-oxalat wird ausschließlich synthetisch hergestellt.